# Distrito electoral de Logan (condado de Frontier, Nebraska)
Logan (en inglés: Logan Precinct) es un distrito electoral ubicado en el condado de Frontier en el estado estadounidense de Nebraska. En el Censo de 2010 tenía una población de 24 habitantes y una densidad poblacional de 0,25 personas por km².

## Geografía
Logan se encuentra ubicado en las coordenadas 40°34′13″N 100°9′10″O / 40.57028, -100.15278. Según la Oficina del Censo de los Estados Unidos, Logan tiene una superficie total de 94.12 km², de la cual 94.12 km² corresponden a tierra firme y (0%) 0 km² es agua.

## Demografía
Según el censo de 2010, había 24 personas residiendo en Logan. La densidad de población era de 0,25 hab./km². De los 24 habitantes, Logan estaba compuesto por el 100% blancos, el 0% eran afroamericanos, el 0% eran amerindios, el 0% eran asiáticos, el 0% eran isleños del Pacífico, el 0% eran de otras razas y el 0% pertenecían a dos o más razas. Del total de la población el 0% eran hispanos o latinos de cualquier raza.